# NGC 379
NGC 379 је лентикуларна галаксија у сазвежђу Рибе која се налази на NGC листи објеката дубоког неба.
Деклинација објекта је + 32° 31' 13" а ректасцензија 1h 7m 15,7s. Привидна величина (магнитуда) објекта NGC 379 износи 12,9 а фотографска магнитуда 13,9. Налази се на удаљености од 64,025 милиона парсека од Сунца. NGC 379 је још познат и под ознакама UGC 683, MCG 5-3-50, CGCG 501-82, IRAS 01045+3215, 4ZW 38, VV 193, ARP 331, Z 0104.5+3215, PGC 3966.